# Клаймер, Джордж
Джордж Кла́ймер (англ. George Clymer [ˈʤɔːʤ ˈkʃjmɛ]; 16 марта 1739, Филадельфия, провинция Пенсильвания, Британская Америка — 23 января 1813, Моррисвилл, Пенсильвания, США) — американский политический деятель, отец-основатель США, а также один из шести основателей, подписавших как Декларацию независимости, так и Конституцию США.
Он был одним из первых патриотов, выступавших за полную независимость от Великобритании. Он присутствовал на Континентальном конгрессе и занимал политические посты до конца своей жизни.

## Ранняя жизнь и семья
Клаймер родился 16 марта 1739 года в Филадельфии, провинция Пенсильвания. Осиротев, когда ему был всего год, он был отдан в ученики к своим тёте и дяде по материнской линии — Ханне и Уильяму Колманам. Джордж женился на Элизабет Мередит 22 марта 1765 года. В письме, написанном Клаймером настоятелю церкви Христа, преподобному Ричарду Питерсу, Клаймер утверждает, что ранее он был отцом ребёнка; ни имя ребёнка, ни имя матери при этом не упоминаются. У Клаймера и его жены было девять детей, четверо из которых умерли в младенчестве. Его старший, оставшийся в живых сын Генри, в 1794 году женился на филадельфийской светской львице Мэри Уиллинг Клаймер. Джон Мередит, Маргарет, Джордж и Энн также дожили до совершеннолетия, но Джон Мередит был убит во время восстания из-за виски в 1787 году в возрасте 18 лет.

## Карьера
Клаймер был патриотом и лидером демонстраций в Филадельфии, вызванных Законом о чае и Законом о гербовом сборе. Клаймер принял командование в качестве лидера добровольческого корпуса, принадлежащего бригаде Джоном Кадваладером. В 1759 году он был принят в члены первого Американского философского общества.
В 1773 году он стал членом Филадельфийского комитета безопасности и был избран в Континентальный конгресс. Джордж разделил обязанности казначея Континентального конгресса с Майклом Хиллегасом. Он работал в нескольких комитетах во время своего первого срока в Конгрессе и был отправлен осенью 1776 года от имени Конгресса инспектировать северную армию в форт Тикондерога вместе с Cэмпсоном Мэтьюсом. Когда Конгресс покинул Филадельфию перед лицом угрозы оккупации сэра Генри Клинтона, Клаймер остался с Джорджем Уолтоном и Робертом Моррисом. Деловые предприятия Клаймера во время и после войны за независимость способствовали увеличению его богатства.
Он ушел из Конгресса в 1777 году, а в 1780 году был избран в законодательное собрание Пенсильвании. В 1782 году его отправили в турне по южным штатам в тщетной попытке заставить законодательные органы оплатить подписку, причитающуюся центральному правительству. Он был переизбран в законодательное собрание Пенсильвании в 1784 году и представлял свой штат на Конституционном съезде в 1787 году. Он был избран в первый Конгресс США в 1789 году.
Клаймер был первым президентом Филадельфийского банка и Пенсильванской академии изящных искусств, а также вице-президентом Филадельфийского сельскохозяйственного общества. Когда в 1791 году Конгресс принял законопроект, вводящий пошлину на спиртные напитки, произведенные в Соединённых Штатах, Клаймер был назначен главой акцизного департамента штата Пенсильвания. Он также был одним из уполномоченных по ведению переговоров о заключении договора с индейской конфедерацией Крик 29 июня 1796 года, в Колрейне, штат Джорджия.
Также Клаймер считается благотворителем района Индиана, так как именно он пожертвовал собственность для окружного центра в округе Индиана, штат Пенсильвания.
Клаймер умер в 1813 году. Он был похоронен на кладбище Друзейв Трентоне, штат Нью-Джерси.